# Univerzita Al Zahra
Univerzita Al Zahra (perskyدانِشگاهِ اَلزَهرا , Dāneshgāh-e Alzahrā) je veřejná multidisciplinární íránská vysoká škola, sídlící ve dvou campusech, ve Vanadu (městské části Teheránu) a na severu země v západoázerbájdžánském městě Orumíje. Je to jediná veřejná univerzita v Íránu, vyhrazená pro studium žen. Byla založena roku 1964 a založila ji íránská císařovna Farah-Pahlaví jako soukromou školu. V prvním školním roce studovalo jen 90 dívek obor překladatelství angličtiny a služby.
Po islámské revoluci roku 1980 se univerzita stala státní školou. Byla zprvu pojmenována „Mahbubeh Motahedin University“ po jednom z členů partyzánské organizace mudžahedínů. V srpnu 1983 byla přejmenována na Zahřinu univerzitu podle Zahry, dcery proroka Mohameda.
Univerzita v současnosti nabízí 67 studijních programů v 17 odděleních, včetně šesti doktorských programů. Vyučovacími jazyky jsou perština a v menší míře angličtina. Na univerzitě kromě Íránek studují ženy z Afghánistánu, Pákistánu, Turecka, Tádžikistánu, Libye, Nigérie a Tanzanie.
Univerzita A Zahra spolupracuje se zahraničními univerzitami islámského světa, je členem  mezinárodní asociace univerzit International Association of Universities (IAU) a Federace univerzit islámského světa Federation of Universities of the Islamic World (FUIW).

## Vybavení
Univerzita Al Zahra má jednu centrální a několik fakultních knihoven se 77 000 tištěnými knihami (33 000 z nich v angličtině) a 930 perskými a anglickými akademickými časopisy. kromě toho je vybavena elektronickými knihovnami, galerií umění, má bazény a sportovní zařízení, do campusu patří i tradiční íránská restaurace v budově 120 let staré. V kampusu se nachází pošta, banka, kancelář cestovní kanceláře, kancelář mobilních služeb, obchod s potravinami, papírnictví a knihkupectví.

## Vedení
V letech 1998–2006 byla rektorkou univerzity Rahnaward, manželka íránského reformního politika Míra Hosejna Músávího. Od roku 2007 univerzitu vede Mahbubeh Mobascheri.

## Ranking
Univerzita Al Zahra nemá ve světovém žebříčku univerzit zaznamenaný žádný ranking, podle vlastních webových stránek zaujímá v arabském měřítku 82. pozici z 236 íránských univerzit a 13. místo mezi teheránskými univerzitami.

## Významné absolventky
- Faeze Hášemí Rafsandžání - politička
- Poopak NikTalab - matematička
- Norin Motamed - malířka